# Гидрид бария
Гидрид бария — бесцветное кристаллическое вещество, соединение бария и водорода. При нагревании плавится и разлагается. Сильный восстановитель; реагирует с кислотами. Окисляется на воздухе. Гидрид бария разлагает воду и взаимодействует с азотом, соляной кислотой и аммиаком. Применяется в качестве катализатора реакций гидрогенизации. ПДК: 0,5 г/м³.
Получение:
{\displaystyle {\mathsf {Ba+H_{2}{\xrightarrow {150-300^{o}C}}\ BaH_{2}}}}